# 厄立特里亚
厄立特里亚国（英語：State of Eritrea）， 通稱厄利垂亞，是位於非洲東北部的国家，濒临红海，面积11.7万平方公里，人口約368萬人（2024年），首都为阿斯马拉，民族以提格利尼亞人、提格雷人等为主。货币通用纳克法。
在1993年厄立特里亚独立公投之後，厄立特里亞从埃塞俄比亞獨立。人民民主与正义阵线主席伊薩亞斯·阿費沃爾基擔任總統至今。由于厄立特里亞被西方國家指控“存在普遍的非法勞役”、一党专政以及“侵犯人權”等问题，亦是无国界记者组织評估的全球新聞自由指數排名最低的地方之一，被西方媒体稱為「非洲的」。

## 历史
厄立特里亚在殖民时代前分为两部分，沿海地区（穆斯林居多）归属奥斯曼帝国的埃及省，内陆高原原為衣索比亞所建立的屯墾區，1890年全境為意大利王國所佔領，並成為意屬厄利垂亞，第二次世界大戰後在聯合國的同意之下，與埃塞俄比亚組成埃塞俄比亚和厄立特里亚联邦。1962年遭埃塞俄比亚兼併，成為該國第14个省。
厄立特里亚解放陣線在1960年代成立，以武力爭取厄立特里亚脫離埃塞俄比亞。厄立特里亚人民解放陣線在1970年代於伊薩亞斯·阿費沃爾基領導下自厄立特里亚解放陣線分裂出來，逐漸取代後者成為埃塞俄比亞境內的主要厄立特里亚反抗軍。埃塞俄比亞门格斯图政權在1991年被推翻後，梅萊斯·澤納維的新政府同意在厄立特里亚舉行公民投票，以決定該地區是否脫離埃塞俄比亞。1993年4月終於在聯合國的斡旋與監督下舉行了公民投票，結果以99.8%贊成通過脫離埃塞俄比亚，並於同年5月24日宣佈獨立。1994年，厄立特里亚人民解放陣線改组为人民民主与正义阵线。
1998年，厄立特里亞因巴德梅地区的边界纠纷与鄰國埃塞俄比亚爆发战争，2000年停火，常設仲裁法院判定大部分争议领土歸於厄立特里亚。
2018年7月，衣索比亞與厄利垂亞結束敵對關係，衣索比亞總理阿比·艾哈邁德·阿里隨後訪問厄利垂亞並簽署和平條約。兩國總理、元首宣布重啟雙方貿易、經濟、交通和外交關係。至2021年7月厄利垂亞部隊尚未退出衣索比亞北部爆發的泰格瑞省戰爭。

## 地理
位于东非及非洲之角最北部，扼红海南段。南邻埃塞俄比亚，西靠苏丹，东南与吉布提接壤，东北隔红海与也门和沙特阿拉伯相望。海岸线（包括达赫拉克群岛等355个岛屿）长1,350公里。中央高原占国土三分之一，海拔1,800至3,000米；西部低地丘陵，东部沿海平原。境内最高峰为中部高原的安姆巴-索依拉峰（Amba Soira），海拔3,013米，最低点为东部平原的科巴尔低地（Kobar），低于海平面75米，塞迪特河（Setit）为其境内唯一常流河，全长180公里，最大的季节河马雷布河满水期内长达440公里。高原地区气候宜人，年平均气温为17℃，降水525毫米。12月至2月平均气温最低，为15℃，5月到6月平均气温最高，为25℃；4月到5月为小雨季，6月到8月为大雨季，其餘为旱季。东部和西部低地气候炎热干燥，年平均气温分别为30℃和28℃，年均降水量不到400毫米。红海沿岸多沙漠，3月至10月间白天气温可达40℃以上。

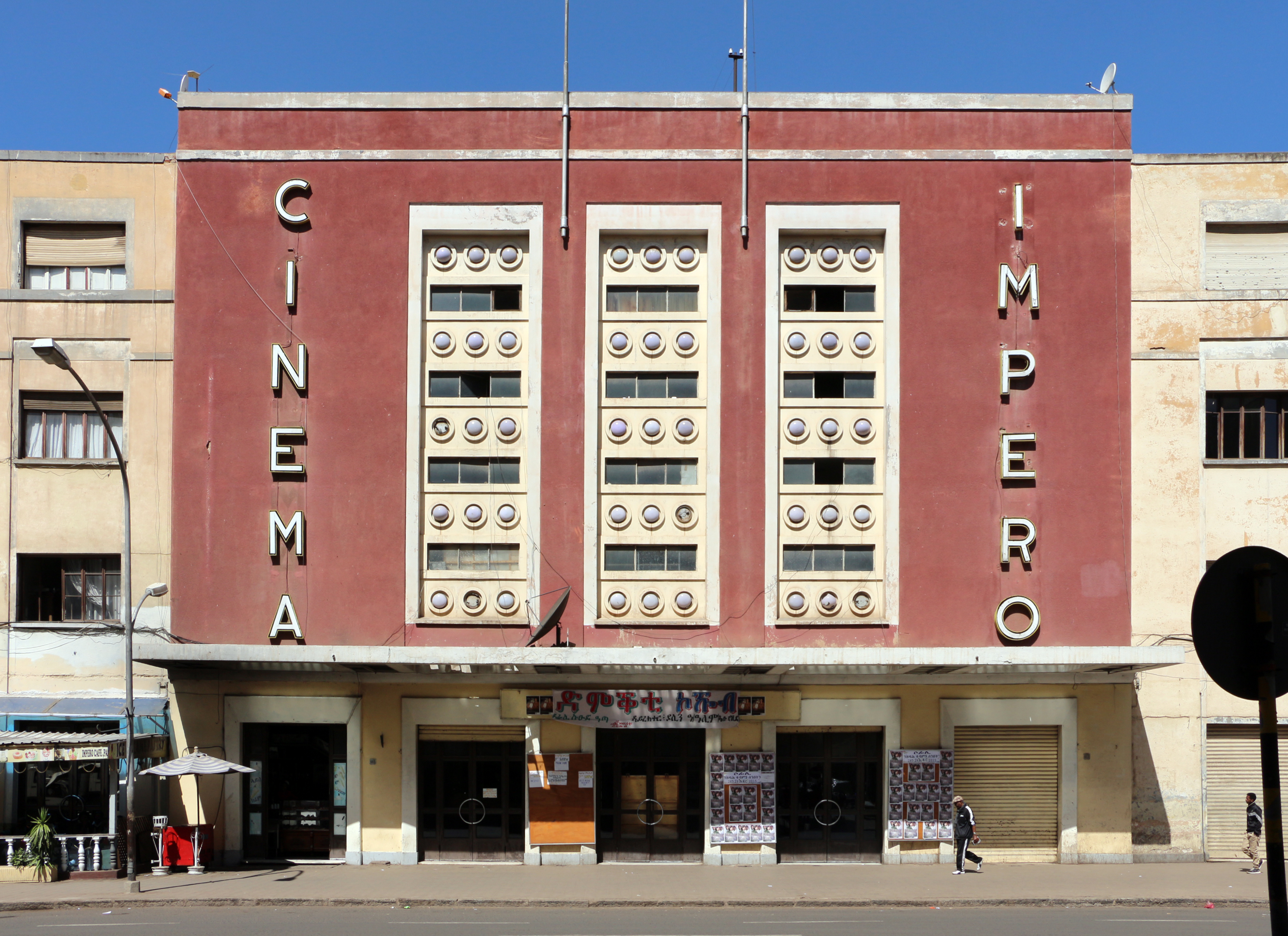
1937年建造的帝國劇院
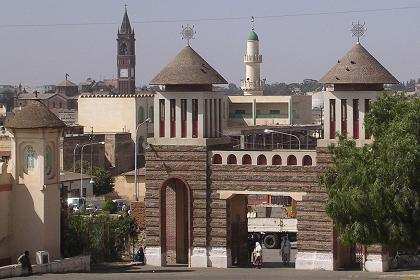
首都市中心區
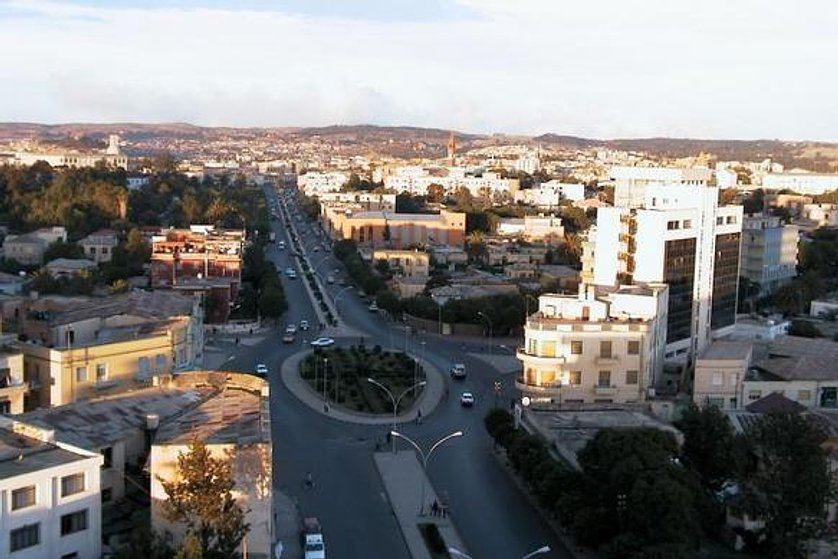
首都商業區
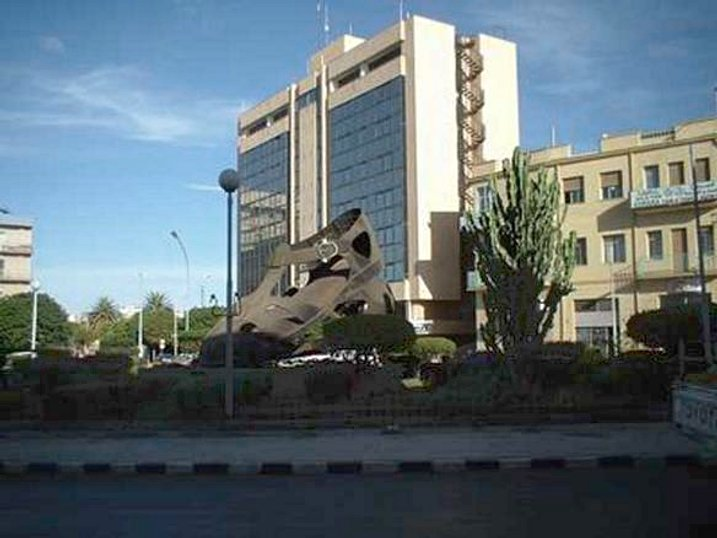
首都戰爭紀念碑
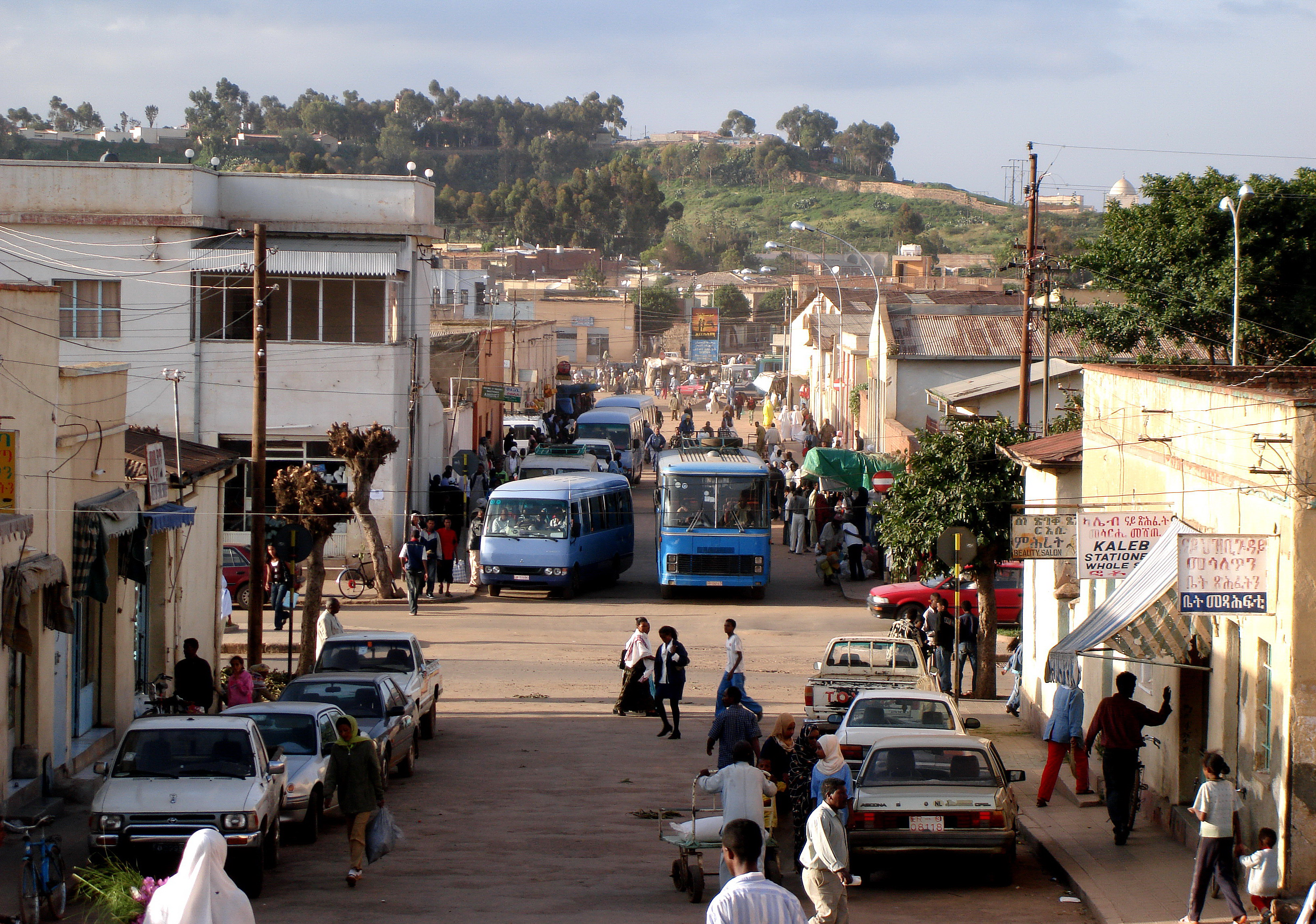
貧民區
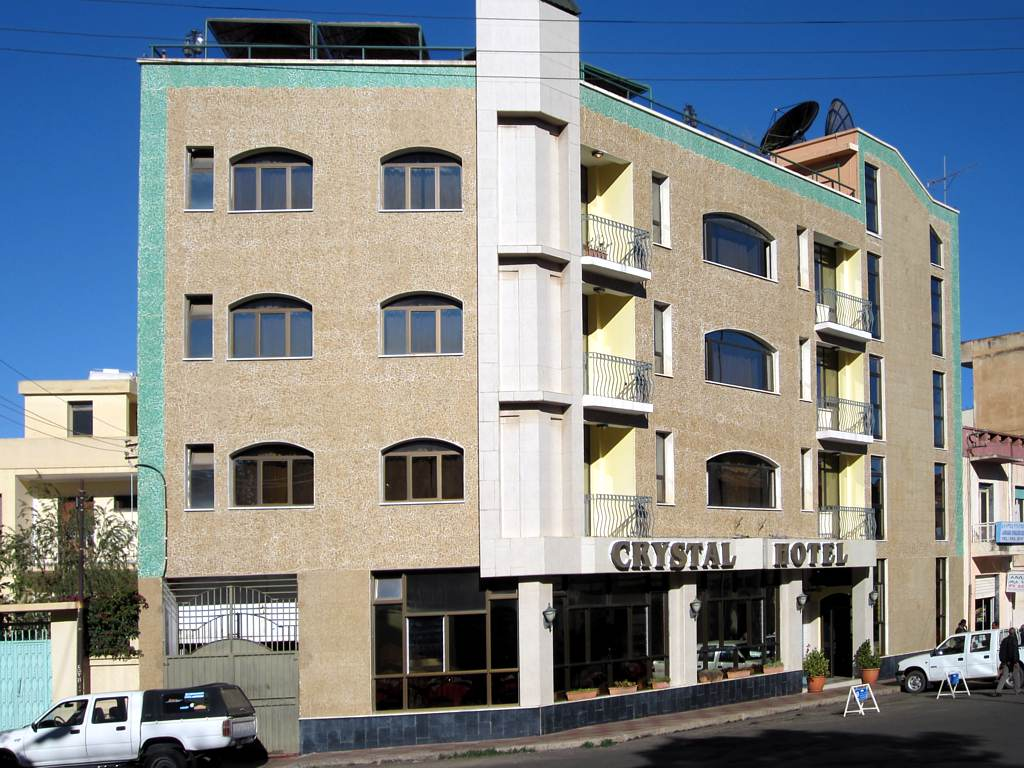
水晶飯店
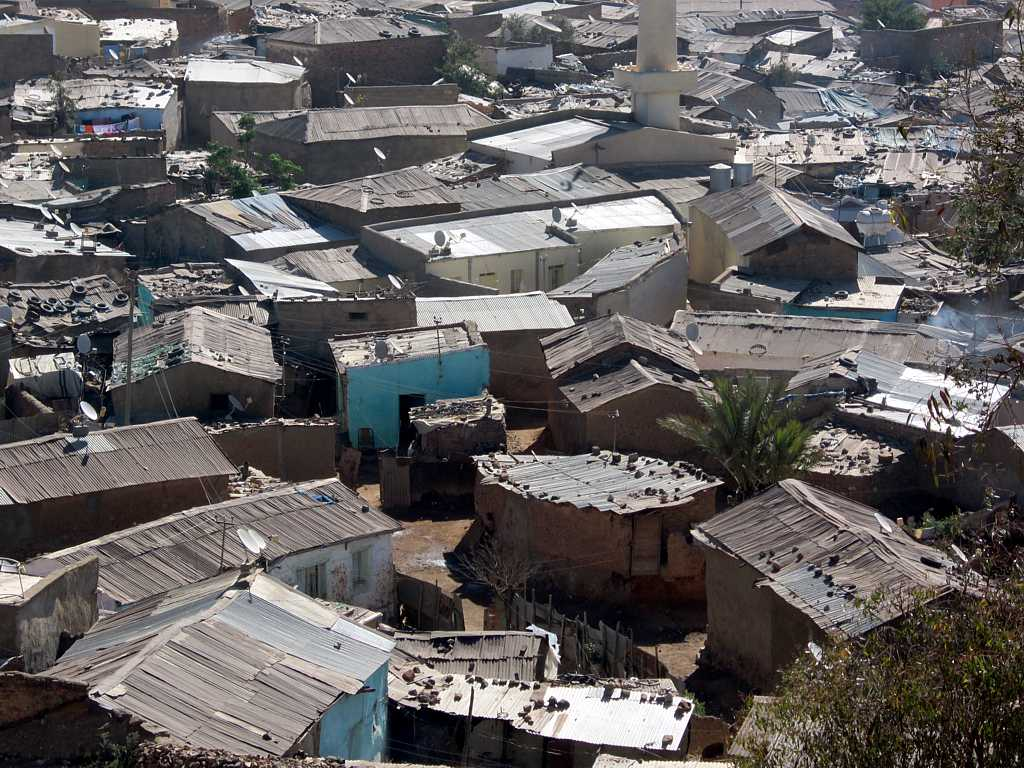
棚屋區
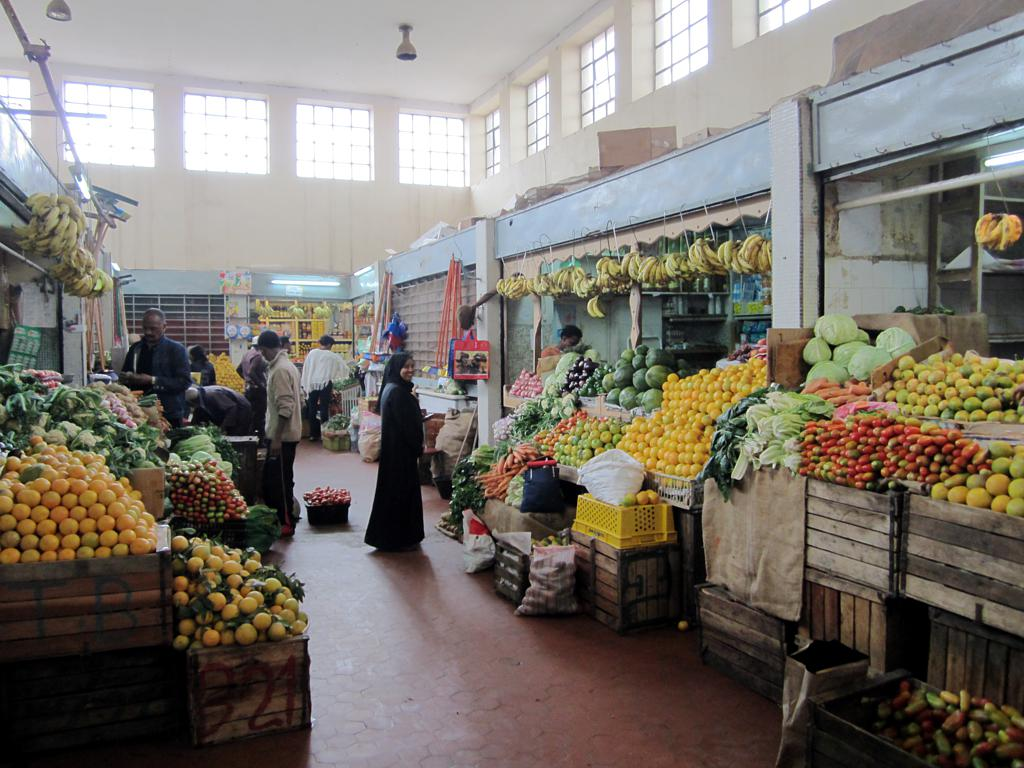
伊斯蘭市場
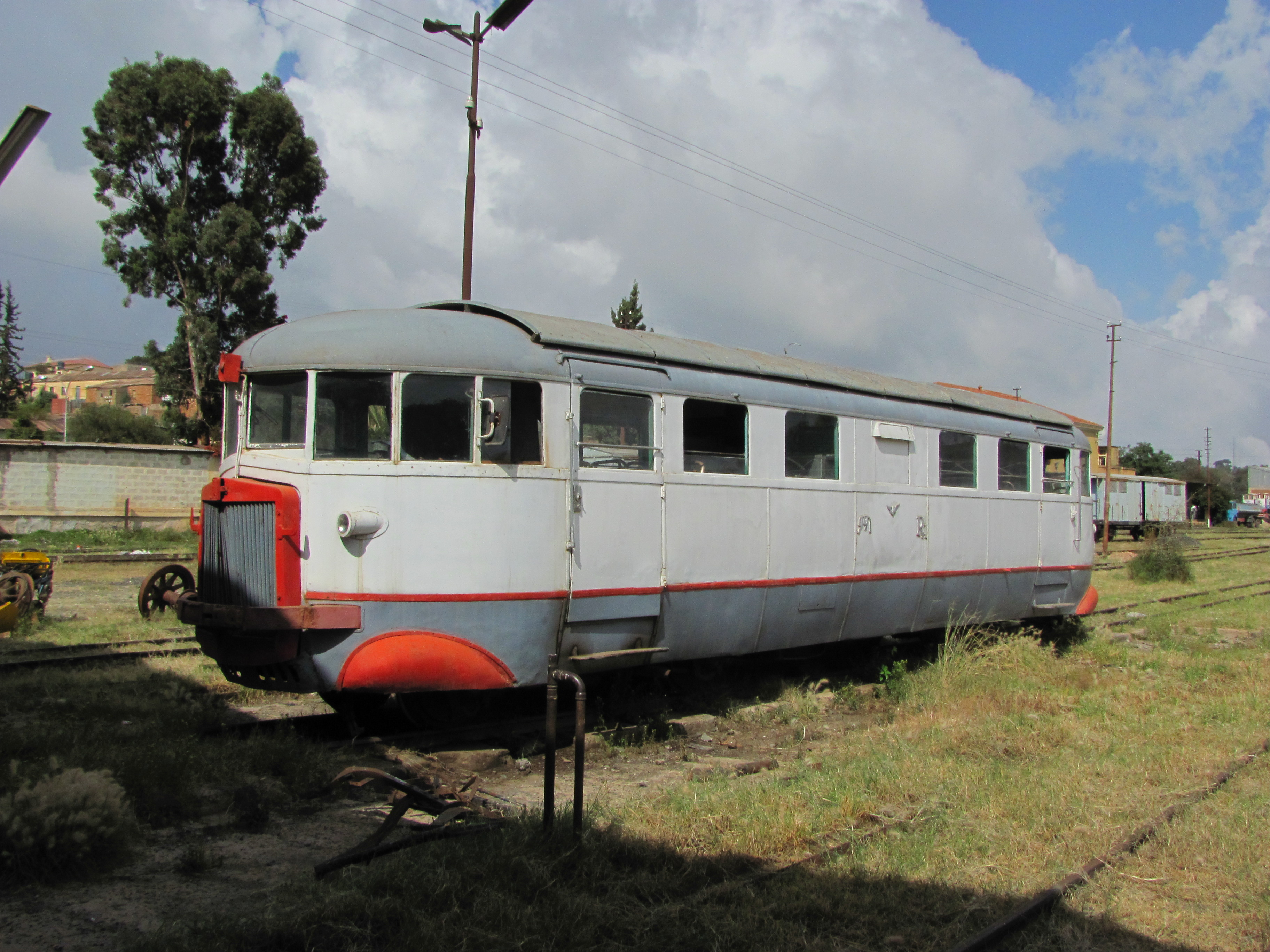
輕軌列車

## 政治
厄利垂亞治安不佳，亦與衣索匹亞、索馬利亞、吉布地及蘇丹等4國有邊界糾紛。1998年至2000年，厄立特里亚与埃塞俄比亚发生边界战争。2000年两国签署和平协议。因為厄利垂亞支持索馬利亞境內之回教叛亂份子，聯合國於2009年及2017年兩度對厄國實施武器禁運，至2018年11月取消制裁。
厄立特里亞國內缺乏自由，而且過去數年以至數十年來一直強制徵兵。逃離者都面臨被圍捕、監禁、折磨甚至殺害的風險。近年来，伊萨亚斯总统将巩固政权、维护国家安全作为首要任务，加强地方党政军力量，严控境内外反对派，同时采取利民措施，保持了「一黨專政統治」政局的稳定。
建国以来，人民民主与正义阵线一直為厄立特里亚的唯一政党。尽管1997年宪法采用的是多党制，但厄立特里亚政府仍禁止建立其它政治组织。2001年上半年，厄立特里亚公布“选举法”和“政党组织法”草案，拟于当年底举行大选，逐步实行多党制。但随后党内发生严重政治分歧，选举无限期推迟。2002年，厄立特里亚颁布《选举法》，明确提出“多党制不符合厄立特里亚现状”。厄立特里亚定期会計劃进行一次全国性的选举，但每一次都会被取消，至今从未有过一次成功的大选。
国民议会设150个议席，包括人民民主与正义阵线中央委员会成员75名、制宪议会成员60名及厄立特里亚旅外侨胞代表15名，其中22%为女议员。议长由全体议员选举产生，任期5年，现由伊萨亚斯总统兼任。国民议会负责国家立法，批准预算和选举国家元首。1993年至2000年国民议会共召开13次大会，此后一直休会。
1997年1月至3月，厄立特里亚进行第一次省级议会选举。2004年5月，举行第三次省议会选举。全国登记选民93万人，投票率达92.1%，共选出346名地方议员，其中30%为女性。

## 行政区划

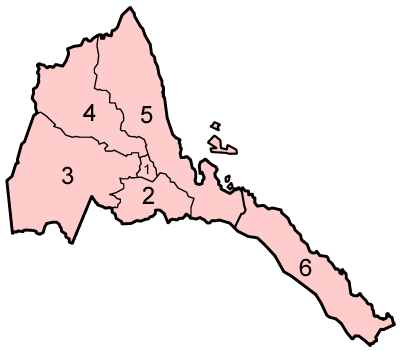
厄利垂亞行政區劃圖

厄立特里亚地方政府分为省、县、乡、村四级。全国划分为6个省。首都阿斯马拉。
- 1 中部區（Central）
- 2 南部區（Southern）
- 3 加什-巴爾卡區（Gash-Barka）
- 4 安塞巴區（Anseba）
- 5 北紅海區（North Red Sea）
- 6 南紅海區（South Red Sea）

## 人口

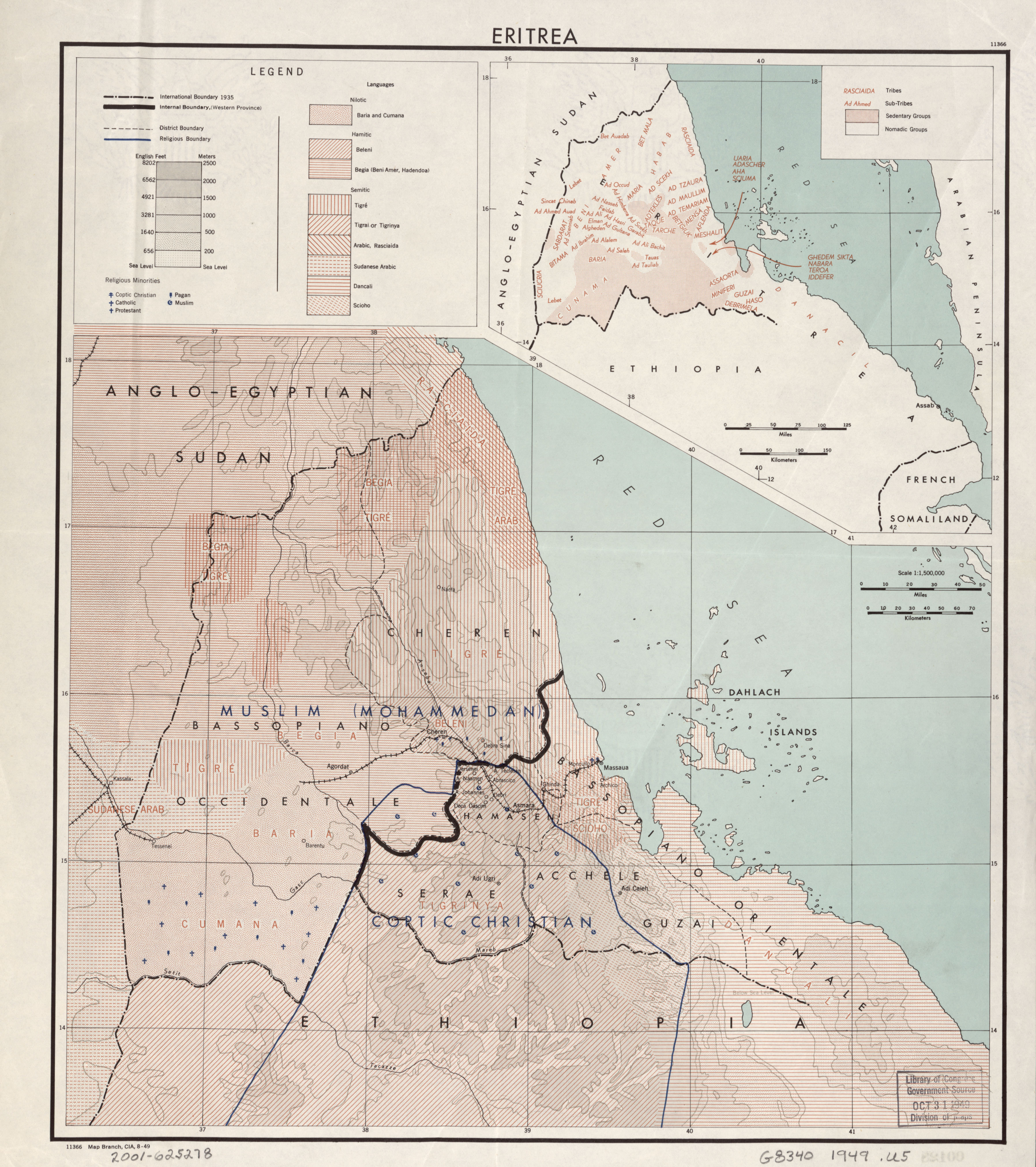
宗教分布图，黑色线条北部主体为伊斯兰教，南部为基督教

人口6209262（2022年估计）。有9个民族：提格雷尼亚（约占人口50%）、提格雷（30%）、阿法尔（4%）、萨霍（4%）、希达赖伯（4%）、比伦（3%）、库纳马（2%）、纳拉（2%）和拉沙伊达（1%）。各族均有独自语言，全国主要使用提格雷尼亚语，但也通行英语、阿拉伯语。国民信仰東方正統教會（厄立特里亚正统合性教会）和伊斯兰教的各占49%，極少数人信奉天主教或原始的民間信仰（拜物教）。

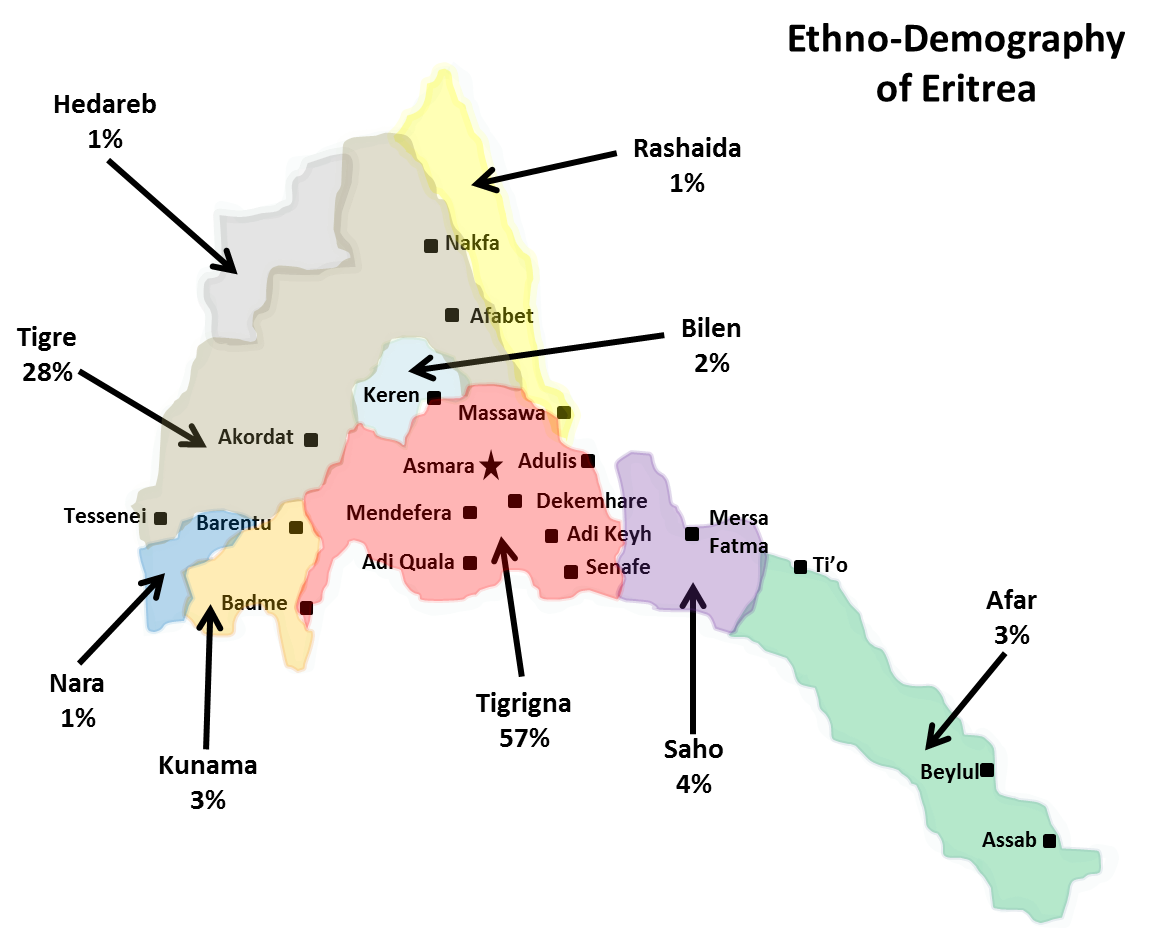
族群分布

## 語言
現時有多種語言在厄立特里亚被使用，大部份來自閃米特語族及庫希特語族。在厄立特里亚被使用的閃語族語言有阿拉伯語、提格雷語、提格里尼亞語及最近被確認的達立克語（Dahlik），該國有超過八成人口以這些語言（主要是提格雷語及提格里尼亞語）為第一語言。英語及意大利語也有一些人使用。
公事上主要使用提格里尼亞語及阿拉伯語。提格里尼亞語可用吉茲字母拼写。

## 经济

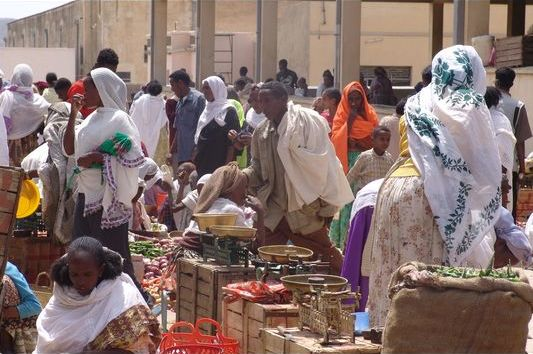
德克姆哈雷市的市場

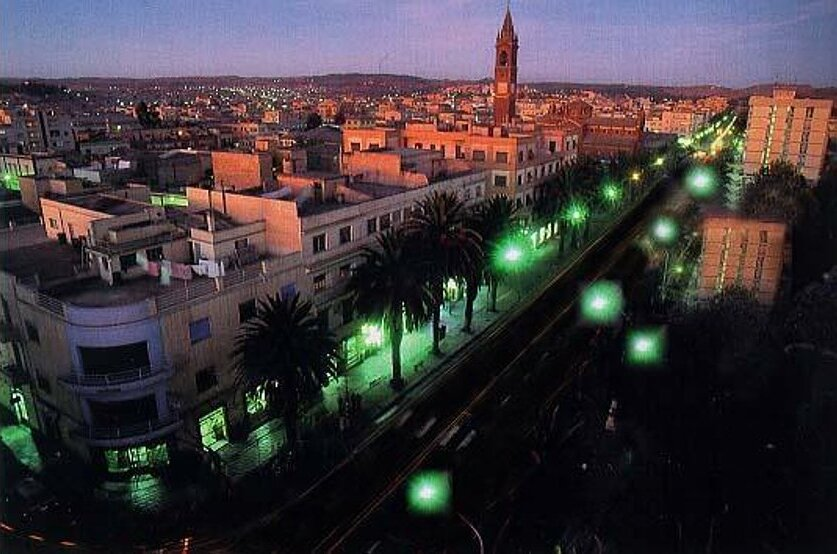
首都街頭

和大多数非洲国家一样，国家的主要经济来源依靠农业。约80％的人口从事农业及相关工作。绝大多数情况也是最主要的影响农业的自然灾害是旱灾。
独立后，政府着力经济重建，制定了以私有经济为主导的市场经济发展战略，提倡自力更生，建设基础设施，争取国外贷款和其他援助，特别是鼓励侨民的外汇。政府先后頒布了土地法、投资法和贸易、金融、税收等有关规定，积极参与双边和多边经济贸易机制，1997年发行本国货币。
2000年厄立特里亚與衣索比亞边界停火后，两国长期“不战不和”，厄立特里亚政府恢复“战时经济政策”(全國27%人口服役軍中)。2005年以来，厄立特里亚政府采取关闭部分私营企业、限制私营企业进口、取消外汇自由兑换以及统购统销等措施，加强外汇管制。据厄政府统计，1992年至1997年经济增长率平均为7至8%，1998年至2010年经济增长率平均为2%。受能源和粮食价格以及货币贬值影响，通货膨胀率指数介于9%至12%之间。财政赤字占国内生产总值的比例由8%增加到19%。近年，厄立特里亚政府积极推动发展矿业、渔业、旅游业，增加农业基础设施投入，进一步加强与有关国家经贸合作。
厄立特里亚2009年的国内生产总值为18.7亿美元，年增长3.6%。
矿产资源开发有所进展，2011年3月，厄立特里亚與加拿大合资开发的世界第五大金、铜、锌、银混成矿碧沙金矿投产，铜矿浮选厂于2013年6月按时完工，启动铜矿开采。厄立特里亚政府采取积极措施扶助农村发展，妥善安置复转军人，改善教育和医疗条件，发展基础设施建设，厄立特里亚经济社会继续保持基本稳定。
與衣索比亞的边境战争，曾造成厄利垂亞经济沈重的打击，1999年厄利垂亞国内生产总值增长跌至1%以下，到2000年甚至出现了8.2%的负增长。战争导致厄立特里亚损失的金額，高达6亿美元。
主要工业有纺织、制革、农畜产品加工、金属加工、塑料制品加工、建材等。2010年厄利垂亞工业总产值为2.263亿美元，全国共有大中型企业255家，其中食品、饮料类企业89家，纺织、皮革、服装类企业34家，造纸、印刷出版类企业13家，化工、油漆、制药类企业24家，塑料、橡胶类企业12家，非金属类建材企业34家，金属加工类企业18家，家具类企业31家。

## 交通
- 公路：厄立特里亚独立之初，全国仅有4,000多公里公路。经过20年发展，目前全国公路总长度为15,123公里，南北走向公路21条，东西走向公路18条。目前全国共有各种机动车65,060辆，其中私家车共有33,723辆。
- 鐵路：厄立特里亞鐵路為義大利殖民時期所建，原長超過300公里，採950毫米窄軌距，由阿斯馬拉起，東通馬薩瓦，西至阿戈達特，在戰爭中遭到破壞，而被廢棄停用。1994年在馬薩瓦修復5公里鐵路，開始運行。
- 水运：厄立特里亚有马萨瓦与阿萨布两大海港。马萨瓦有9个泊位，年均吞吐量为1.6万集装箱、83.5万吨货物，可同时存储2,500个集装箱、12万吨货物。阿萨布港有12个泊位，可存储28,116个集装箱、36万吨货物。1992年至1996年期间，阿萨布港年均吞吐量2.5万集装箱、203.9万吨货物。在與衣索比亞的边界战争后，阿萨布沦为“死港”，每年损失4,000万美元收入。马萨瓦货运量见增。厄立特里亚政府投资6.6亿纳克法扩建马萨瓦港口，2002年竣工。厄立特里亚共有3家航运公司，共计7艘货轮。其中厄立特里亚航运公司拥有4艘货轮，航行苏丹、埃及、吉达、也门、卡塔尔、坦桑尼亚等港口。
- 航空：厄立特里亚目前有厄立特里亚航空和纳赛尔航空2家国有航空公司，另有埃及航空、德国汉莎航空、苏丹航空、也门航空等4家外国航空公司在厄立特里亚开展业务。厄立特里亚有阿斯马拉、阿萨布和马萨瓦等3个国际机场，有达赫拉克、Kurmud等2个沥青跑道国内机场和Tesseney、纳克法、Mahmimet、巴伦图等4个非沥青跑道国内机场。厄立特里亚目前共拥有5架客机，其中3架波音和2架空中巴士。
- 厄立特里亞機場列表

## 外部連結
- （英文）美國中情局世界概況-厄利垂亞
- （繁體中文）中華民國外交部-厄利垂亞 （页面存档备份，存于）
- （简体中文）中华人民共和国外交部-厄立特里亚概况 （页面存档备份，存于）